# Jazz (DVD)
Jazz je záznam společného benefičního koncertu Ivy Bittové a Idy Kelarové z velkého sálu Lucerny z ledna roku 2008, který vyšel ve vydavatelství Indies Scope. Jednalo se o vůbec první koncert, na kterém se sestry Iva s Idou sešly, doprovodilo je velké množství hostů (kolem 20) včetně skupiny Jazz Famelija či kontrabasisty Georga Mraze. Program koncertu tvořily jazzové standardy.
Album vyšlo na dvou DVD. První disk obsahuje devadesátiminutový záznam z koncertu a bonusy v podobě rozhovoru s hlavními představitelkami a dokumentu ze zkoušek. Druhý disk obsahuje film Černá hvězda o činnosti občanského sdružení Miret, které pracuje s romskou mládeží. Výtěžek z koncertu a zisk z prodeje DVD podpořil právě toto občanské sdružení.

## Seznam skladeb
1. „You´ve a Changed“ – 6:08
2. „The Gentle rain“ – 5:50
3. „Gloomy Sunday“ – 4:20
4. „Love Me Or Leave Me“ – 3:15
5. „At Last“ – 7:00
6. „Here Is That Rainy Day“ – 5:45
7. „I've Got The World On The String“ – 4:00
8. „Georgia On My Mind“ – 5:15
9. „My Funny Valentine“ – 6:25
10. „Little Girl Blue“ – 5:40
11. „There Is No Greater Love“ – 7:00
12. „Fly Me To The Moon“ – 6:15
13. „It Don't Mean a Thing“ – 9:15
14. „Why Should I Care“ – 4:45
15. „Agua de Beber“ – 9:00